# 弗朗西斯科·巴斯克斯·德·科罗纳多
弗朗西斯科·巴斯克斯·德·科罗纳多（西班牙語：Francisco Vásquez de Coronado，1510年—1554年9月22日），文艺复兴时期欧洲西班牙的探险家之一，后成为新加利西亚总督。他领导过两次雄心勃勃的寻宝探险，包括寻找传说中的黄金七城，此次寻宝使他远达今天的堪萨斯。他在1540年至1542年间，他到访了新墨西哥州、犹他州南部和美国西南部的一些地区。他关于这些冒险的叙述中有对美洲野牛和大峡谷的描述。